# Wallangarra
Wallangarra – miasto w Australii, w stanie Queensland.